# Massaker von Chenogne
Auftakt

Kesternich – Wahlerscheid
Deutscher Angriff

Losheimergraben – Clervaux – Stößer – Greif

Alliierte Verteidigung und Gegenangriff

Elsenborn Rücken – St. Vith – Bastogne – Bure
Deutscher Gegenangriff

Bodenplatte – Nordwind
Kriegsverbrechen

Malmedy – Wereth – Chenogne
Das Massaker von Chenogne war ein Kriegsverbrechen der Alliierten im Zweiten Weltkrieg, bei dem am Neujahrstag 1945 mindestens 70 bis 80 Kriegsgefangene der Wehrmacht von Soldaten der US-Armee nahe dem belgischen Dorf Chenogne erschossen wurden, das etwa 8 km westlich vom Stadtzentrum von Bastogne liegt. Das Blutbad fand zwei Wochen nach dem Malmedy-Massaker statt, bei dem ungefähr 82 gefangene US-Soldaten von Angehörigen der Waffen-SS getötet worden waren. Es waren dies zwei von mehreren Kriegsverbrechen, die im Verlauf der Ardennenoffensive stattfanden.
Die Geschehnisse wurden seinerzeit geheim gehalten und vertuscht. Im Gegensatz zum Malmedy-Massaker wurde keiner der tatbeteiligten US-Soldaten angeklagt und juristisch belangt. Dem Blutbad sollen Befehle höherer Stellen zugrunde gelegen haben, prinzipiell keine Gefangenen zu machen.

## Vorgeschichte
Am 17. Dezember 1944 erschossen während der Ardennen-Offensive Soldaten der Waffen-SS ungefähr 82 gefangene US-Soldaten an der Straßenkreuzung von Baugnez nahe der Stadt Malmedy. Die Nachricht von diesem Massaker machte schnell die Runde unter den US-Streitkräften und löste große Wut bei den Frontsoldaten aus. Im 328. US-Infanterieregiment, das unter dem Oberbefehl von General Patton stand, wurde der schriftliche Befehl ausgegeben, dass SS-Truppen und Fallschirmjäger nicht gefangen genommen werden sollten, sondern an Ort und Stelle zu erschießen seien.

## Augenzeuge John Fague
Wichtigste Quelle für die Kriegsverbrechen in Chenogne ist der Augenzeugenbericht von John Fague von der B Company des 21. gepanzerten Infanterie-Bataillons (21st Armored Infantry Battalion) der 11. US-Panzerdivision, der an der Schlacht um Chenogne teilnahm und beschreibt, wie US-Truppen deutsche Gefangene umbrachten. Er wird unter anderem von Peter Schrijvers ausführlich zitiert. Soweit auch Dorfbewohner anwesend waren, stimmen deren Aussagen weitgehend mit diesem Bericht überein. Fague schreibt in seinem Bericht, zum Zeitpunkt des Massakers in Chenogne habe er keine Kenntnis vom Massaker in Malmedy gehabt. Daher könne man nicht von einer Vergeltung sprechen.
Chenogne war eines der Ende Dezember im Zuge der Belagerung von Bastogne von der Wehrmacht eingenommenen Dörfer in der Umgebung der Kleinstadt Bastogne, die von der US-Armee gehalten wurde. Chenogne war von Soldaten der 3. Panzergrenadier-Division unter dem Befehl von Generalmajor Walter Denkert besetzt. Bei den Amerikanern hatte das 21. gepanzerte Infanterie-Bataillon die Aufgabe, das Dorf Chenogne zurückzuerobern. Nach Angaben von Fague schärfte ein „hochrangiger Kommandeur“ der 11. US-Panzerdivision den Soldaten ein, keine Gefangenen zu machen. Fagues Kompanie wurde von einem Major Tansay und einem Captain Fabrick geführt. Die Soldaten der 11. US-Panzerdivision waren jung und im Kampf unerfahren. Maschinengewehrfeuer der Wehrmacht fügte ihnen schwere Verluste zu; auch zahlreiche Sherman-Panzer gingen verloren. Fague beschreibt, wie er zwei Deutsche gefangen nahm und an seinen Kameraden Joe Minnaugh auslieferte, der Deutsch konnte. Später erfuhr er, dass die Deutschen hinter einem Heuhaufen erschossen worden waren.
Der hauptsächliche Widerstand der deutschen Panzergrenadiere ging vom Bauernhof der Familie Burnotte aus, der mit einem Maschinengewehr verteidigt wurde, in dessen geräumigem Keller sich aber auch ein Truppenverbandplatz mit verwundeten Wehrmachtssoldaten befand. Als Sherman-Panzer Löcher in das Haus geschossen hatten und es in Flammen stand, brach der Widerstand zusammen. Als Erstes erschien ein deutscher Sanitäter mit Rotkreuz-Fahne im Eingang. Wie er wurden auch alle ihm folgenden Sanitäter, Verwundeten und sonstigen Wehrmachtssoldaten, die teilweise verzweifelt um Gnade flehten, sofort erschossen, so dass sich ein „Ring aus Leichen“ bildete, bis kein Mann übrig war. Als mehrere Kinder und Frauen aus dem Dorf am Hauseingang erschienen, wurde das Feuer kurzzeitig eingestellt, und die Dorfbewohner flohen in den nahe gelegenen Wald.
Bald darauf wurden mehrere Gefangene hinter einen Hügel geführt und erschossen. Einige sehr junge deutsche Gefangene trugen nach Angaben von Fague US-Uniformen. Später wurden außerhalb des Dorfes beiderseits der Straße zwei Gruppen deutscher Gefangener aufgestellt, jederseits etwa 25 bis 30. Sie wurden mit einem Maschinengewehr erschossen. Fague schreibt, dass ihm zunächst das Erschießen der Gefangenen zuwider war, doch nach diesen Massakern habe ihn der Gedanke an weitere Morde an gefangenen Deutschen nicht weiter aufgeregt. Seine größte Sorge sei zu diesem Zeitpunkt gewesen, dass Wehrmachtssoldaten dieses Verbrechen sehen könnten und dann US-amerikanische Gefangene ebenso behandeln würden.
Die Verluste auf Seiten der Amerikaner durch die Kämpfe um Chenogne wurden mit 120 Toten, Vermissten und Verwundeten angegeben, während 23 belgische Zivilpersonen ihr Leben verloren. Von den 32 Gebäuden des Dorfes blieb nur eines stehen. Zudem wurden 300 Stück Rindvieh getötet.
Der Bürgermeister von Chenogne fand nach seiner Rückkehr am 3. Januar 1945 in dem zerstörten Dorf die Leichen von 21 in einer Reihe erschossenen deutschen Soldaten vor dem Bauernhof der Familie Burnotte.

## Umgang mit den Ereignissen nach dem Zweiten Weltkrieg

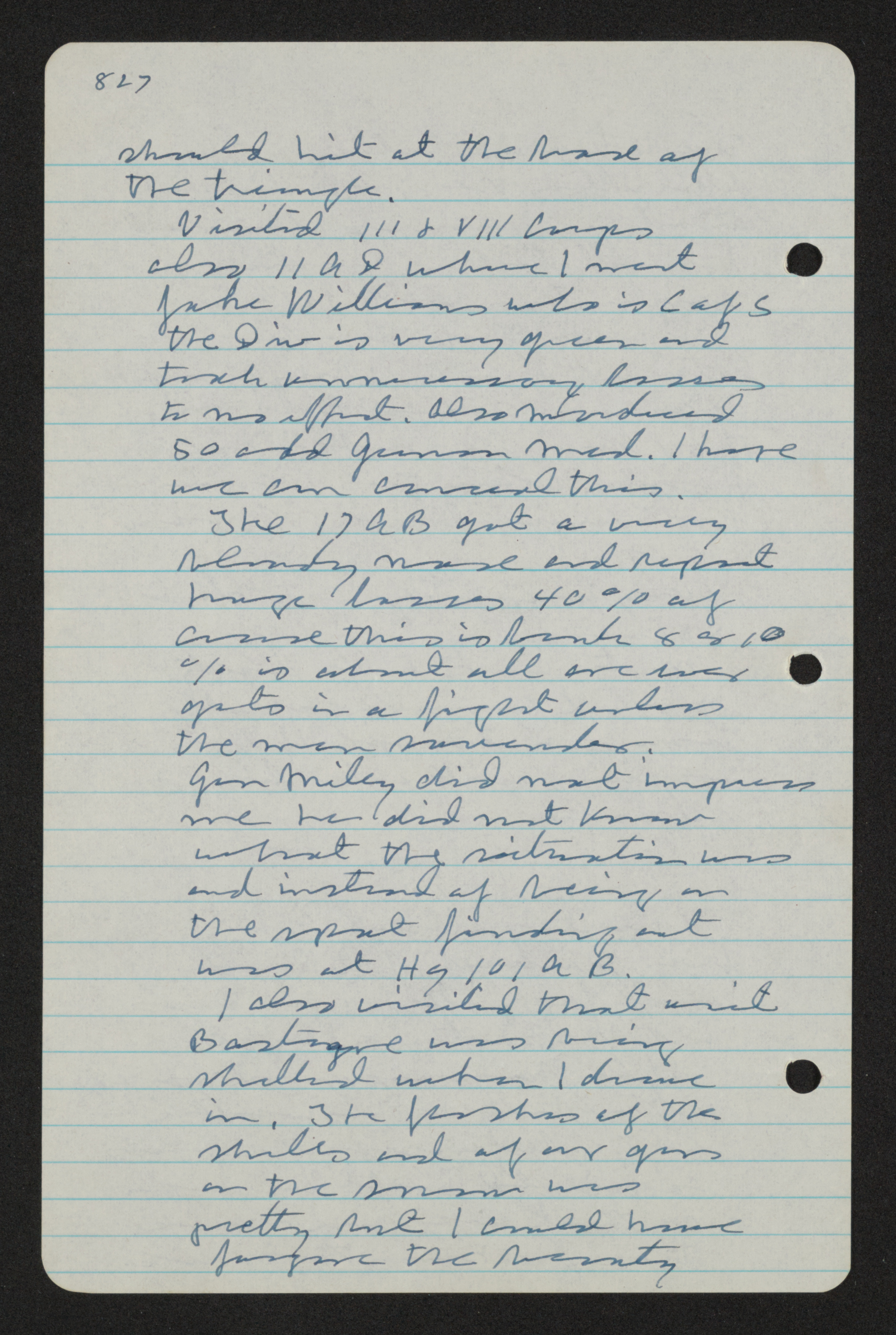
Auszug aus Pattons Kriegstagebuch vom 4. Januar 1945. Bezugnehmend auf die Ereignisse in Chenogne vom 1. Januar 1945 schrieb Patton: “Also murdered 50 odd German med. I hope we can conceal this.”

In offiziellen Publikationen der US-Regierung nach dem Zweiten Weltkrieg wird das Massaker nicht erwähnt. So heißt es in einem offiziellen Text, es sei wahrscheinlich, dass Deutsche, die sich nach dem 17. Dezember 1944 ergeben wollten, einem höheren Risiko als zuvor ausgesetzt waren, getötet zu werden, doch gebe es keine Beweise dafür, dass US-Truppen Befehle – seien sie implizit oder explizit – ausgenutzt hätten, um ihre SS-Gefangenen zu töten. Gleichwohl führt Cole an, dass im 328. US-Infanterieregiment der Befehl ausgegeben wurde, bei Soldaten der Waffen-SS und den Fallschirmjägern keine Gefangenen zu machen. Allerdings führt George Henry Bennett in Hinblick auf diese Aussage an, dass diese unaufrichtig sei und dass Befehle, Gefangene zu erschießen, wie sie etwa beim 328. Infanterie-Regiment ausgegeben wurden, wahrscheinlich auch durchgeführt wurden, und dass auch andere US-Regimenter aller Wahrscheinlichkeit nach ähnliche Befehle erhalten hätten. Einige US-Einheiten sollen SS-Gefangene routinemäßig getötet haben. Nach Angaben von Peter Schrijvers tötete die 90. US-Infanteriedivision an der Saar im Dezember 1944 ihre Gefangenen aus der Waffen-SS in derart systematischer Weise, dass die Führung ausdrückliche Befehle ausgab, Gefangene der Waffen-SS am Leben zu lassen, um Information von ihnen erhalten zu können.
Nach Einschätzung von Peter Lieb nimmt General George Patton in seinem Tagebuch Bezug auf das Massaker von Chenogne mit seiner Eintragung: „Die 11. Panzerdivision ist noch sehr grün hinter den Ohren und hat unnötige Verluste erlitten, ohne etwas zu erreichen. Unglücklicherweise kam es zu einigen Erschießungen von Gefangenen. Ich hoffe, dass wir das unter der Decke halten können.“ (“The 11th Armored is very green and took some unnecessary losses to no effect. There were also some unfortunate incidents in the shooting of prisoners. I hope we can conceal this.”) Lieb hält es für wahrscheinlich, dass in den folgenden Wochen bis Kriegsende US-Truppen häufig deutsche Gefangene, insbesondere aus der Waffen-SS, erschossen. Nach Angaben von Peter Lieb und Sven Felix Kellerhoff wurde der tatsächliche Inhalt des Tagebuchs bei der Veröffentlichung 1974 durch Martin Blumenson verfälscht. Patton schrieb demnach ausdrücklich von der Ermordung von Sanitätern (nicht lediglich „Gefangenen“), ebenso findet sich die Formulierung „unfortunate incidents“ nicht in der Originalfassung. In dem in der Kongressbibliothek veröffentlichten Manuskript schrieb Patton: “The Div is very green and took unnecessary losses to no affect. Also murdered 50 odd German med. I hope we can conceal this.” Antony Beevor vermutet trotz der Berichte über Befehle, keine Gefangenen zu machen, dass die Offiziere nach den entsetzlichen Verlusten in Chenogne die Kontrolle über ihre Soldaten verloren hätten und es so zu den Massakern gekommen sei.

## Opferzahlen und Täter
Zu den Opfern gehören etwa 21 mehrheitlich zuvor in den Kämpfen verwundete Wehrmachtssoldaten und Sanitäter mit Rotkreuz-Fahne am Bauernhof der Familie Burnotte, deren Leichen vom Bürgermeister der Gemeinde gezählt wurden. Weitere Opfer sind etwa 50 bis 60 bereits entwaffnete, außerhalb des Ortes an der Straße erschossene Wehrmachtssoldaten, für welche die eher ungenauen Zahlenangaben auf Aussagen zuschauender US-Soldaten beruhen. Die Namen der Offiziere, welche die Befehle erteilten und weitergaben, sind ebenso wenig überliefert wie die Namen der Todesschützen und der Opfer. Die Opfer kamen durch Erschießen zu Tode. Nach Einschätzung von Schrijvers ist es unmöglich, die Gesamtzahl der Opfer dieses „schweren Kriegsverbrechens“ zu ermitteln.